# Конрад (Фюрстенберг)
Вижте пояснителната страница за други личности с името Конрад.
Конрад (II) фон Фюрстенберг (на немски: Konrad (II) von Fürstenberg; † 24 април 1484) е граф на Фюрстенберг.

## Произход
Той е единственият син на граф Хайнрих V фон Фюрстенберг († 1441) и третата му съпруга Елизабет фон Лупфен († 1437), дъщеря на граф, ландграф Йохан I фон Лупфен-Щюлинген, ландграф фон Щюлинген († 1436) и Елизабет фон Ротенбург († 1420) или първата му съпруга Херцзланда фон Раполтщайн († сл. 1400). По-малък полубрат е на граф Йохан II (VI) фон Фюрстенберг-Гайзинген († убит 1443).

## Фамилия
Конрад се жени пр. 24 февруари 1462 г. за графиня Кунигунда фон Мач († 19 април 1469), дъщеря на Улрих IX фон Мач, граф на Кирхберг († 1443/1444), и на Агнес фон Кирхберг († 1472). Те имат децата: 
- Хайнрих VII (1464 – 1499), убит в Дорнах
- Волфганг I (1465 – 1509), женен ок. 1488 г. за Елизабет фон Золмс-Браунфелс (1469 – 1540)
- Анна (1467 – 1522), омъжена I. 1481 г. за граф Еберхард II фон Валдбург-Зоненберг († 1483); II. 1489 г. за фрайхер Зигмунд II фон Шварценберг († 1529)

Той има от неизвестна жена един син:
- Галус фон Фюрстенберг († 1505)